# Gerli Padar
Gerli Padar (née le 6 novembre 1979 à Haljala, Estonie) est une artiste estonienne. Elle est surtout connue pour son interprétation de la chanson Partners in Crime (en) au Concours Eurovision de la chanson 2007 ainsi que pour sa participation au concours Dancing with the Stars.
Gerli Padar a également joué au théâtre dans des comédies musicales telles Cabaret, Chess et Lotte, the Detective.
Elle est la sœur de Tanel Padar, qui a remporté le Concours Eurovision de la chanson en 2001.